# Maximilian Krah
Maximilian Krah (Dresda, 28 gennaio 1977) è un politico tedesco, europarlamentare di Alternativa per la Germania. Mantenendo una linea di destra radicale all'interno del suo partito, aderisce a tesi controverse. Anche i suoi legami con i regimi autoritari russo e cinese sono oggetto di controversia e danno luogo a indagini

## Biografia
Krah è cresciuto nell'Alta Lusazia come il più giovane di tre figli. Sua madre era un'insegnante e suo padre, Peter Krah, era un ingegnere, dirigente della sezione locale dell'Unione Cristiano-Democratica e successivamente consigliere del Ministero degli Interni e dello Sport della Bassa Sassonia.  Dopo il liceo, Krah studiò legge presso l'Università Tecnica di Dresda, seguito da un MBA presso la London Business School e la Columbia Business School di New York. Nel 2004 ha superato l'esame di stato per esercitare la professione di avvocato e nel 2005 è stato abilitato all'albo degli avvocati. Insieme a due colleghi ha inoltre gestito uno studio legale a Dresda.

## Carriera

### Attività professionale
Secondo i documenti a disposizione della rivista Der Spiegel (e che Krah ha confermato alla rivista), Krah ha effettuato per anni transazioni patrimoniali per un valore milionario. Nell'ambito di un'eredità, Krah ha fondato una società in Liechtenstein, una fondazione privata a Vienna e una società per azioni in Svizzera allo scopo di eludere le tasse. Come ha detto Krah alla rivista, l'obiettivo all'epoca era quello di “trovare un modo elegante e segreto per gestire l'eredità nello spirito della confraternita”. Krah fu anche attivo come avvocato nella vicenda che circondava l'ex vescovo della Confraternita Richard Williamson, che fu condannato per sedizione e che aveva negato l'Olocausto.
Krah si è occupato di una serie di casi politicamente esplosivi. Ha rappresentato gli uomini che hanno legato un rifugiato iracheno a un albero davanti a un grande magazzino ad Arnsdorf, in Sassonia, nel 2016.  Un'altra cliente di Krah è stata Susanne Dagen, libraia di Dresda (Buchhaus Loschwitz) e consigliera comunale per gli elettori liberi, che fece causa contro la sua esclusione da un seminario sulle "reti di destra" nel Museo dell'igiene. Inoltre, Krah ha rappresentato l'ex dipendente della LKA e sostenitore di Pegida Maik G., che divenne noto come "Hatbürger", nel suo procedimento contro la ZDF.
Secondo le sue informazioni nell'elenco ufficiale degli avvocati a livello nazionale (2023), Krah ha lavorato come avvocato presso lo studio legale Solutio Schneider Rechtsanwaltsgesellschaft mbH a Biberach an der Riß. Il capo dello studio legale, Armin Schneider, ha dichiarato nell'agosto 2023 che Krah "non era un dipendente del nostro studio legale" ed era "zero virgola zero attivo", ma aveva semplicemente la licenza per esercitare la professione legale attraverso lo studio legale. Krah non era elencato sul sito web dello studio legale. Tutti gli avvocati abilitati all'esercizio della professione in Germania devono fornire a uno dei 27 ordini degli avvocati regionali - nel caso di Krah quello di Tubinga - o all'ordine degli avvocati (RAK) presso la BGH la prova di una sede legale dove hanno un ufficio e sono raggiungibili. L'Ordine degli avvocati di Tubinga ha quindi avviato le indagini. Secondo RAK Tübingen, i lavori sono stati completati e il risultato sarà poi trattato in modo confidenziale. Nel marzo 2024 si è saputo che Krah non lavorava più come avvocato. Il suo portavoce stampa ha dichiarato che Krah aveva rinunciato alla licenza per esercitare la professione forense perché non aveva più tempo per accettare nuovi mandati. Negli ultimi tempi sono stati comunque elaborati solo i vecchi mandati. Secondo Krah, la licenza per esercitare la professione forense è stata restituita alla fine di gennaio 2024.

### Attività politica
Krah si unì alla Junge Union nel 1991, l'ala giovanile della CDU. Durante gli studi fu attivo anche nell'Associazione degli Studenti Democristiani. Krah ha lasciato la CDU nel 2016. Nello stesso anno Krah si è unito ad Alternativa per la Germania ed è stato eletto vicepresidente dell'AfD Sassonia nel febbraio 2018.
Nel 2019, Krah è stato eletto eurodeputato per l'AfD. Al Parlamento europeo siede come membro del gruppo Identità e Democrazia  ed è membro delle commissioni per i Rapporti con gli Stati Uniti, Commercio internazionale (INTA) e Membro supplente della Delegazione all'Assemblea parlamentare Euronest. È stato anche portavoce dell'AfD al Parlamento europeo fino al 2022
Krah si è candidato alle elezioni del 12 giugno 2022 come sindaco di Dresda. Ha ricevuto il 14,2% dei voti e si è classificato al 4º posto dietro al sindaco Dirk Hilbert, Eva Jähnigen e Albrecht Pallas. Nel secondo turno di votazioni Krah ha perso nuovamente con il 12,2%, classificandosi al terzo posto dietro Dirk Hilbert ed Eva Jähnigen.
Nel luglio 2023 è stato nominato miglior candidato dell'AFD alle elezioni del Parlamento europeo del 2024. Nell'agosto 2023 è stato eletto capolista del suo partito per le elezioni europee del 2024.
Krah si definisce esplicitamente di destra, non conservatore. È noto per essere un forte oppositore dell'immigrazione e critico del movimento LGBT. In un podcast ha scherzato dicendo che l'invasione dei talebani a Kabul fosse stata l'unica risposta giusta al Pride Month locale. Dichiarò il suo sostegno per la candidatura di Eric Zemmour nelle elezioni presidenziali in Francia del 2022. Krah ha proposto l'istituzione di una polizia ausiliaria volontaria sotto forma di milizia cittadina. Ha elogiato, tra gli altri, il giurista filonazista Carl Schmitt. Dal punto di vista della politica estera, si schiera a favore di una cooperazione tra l'Europa e Russia e Cina.
L'Ufficio federale per la protezione della Costituzione, un'agenzia statale per l'osservazione e il monitoraggio delle forze estremiste e anticonstituzionali in Germania, classifica citazioni di Krah come volte a promuovere il nazionalismo etnico, l'islamofobia e la xenofobia. Krah sostiene le posizioni del cosiddetto etnopluralismo, un concetto spesso descritto come razzista. Krah è considerato un alleato del politico di estrema destra Björn Höcke.

## Vita privata
Krah vive a Dresda, è cattolico ed è vedovo. Dal matrimonio ha avuto quattro figli. Krah ha anche altri quattro figli da altre due relazioni.